# Munich International School
Die Munich International School (MIS) ist eine im Schloss Buchhof in Starnberg untergebrachte Internationale Schule. Die 1966 gegründete Schule bietet seit 1980 das International Baccalaureate (IB) an. Sie ist vollständig beim Council of International Schools (CIS) und der New England Association of Schools and Colleges (NEASC) akkreditiert. An der Ganztagsschule werden etwa 1200 Schüler aus etwa siebzig Nationen von 170 Lehrern unterrichtet.

## Geschichte

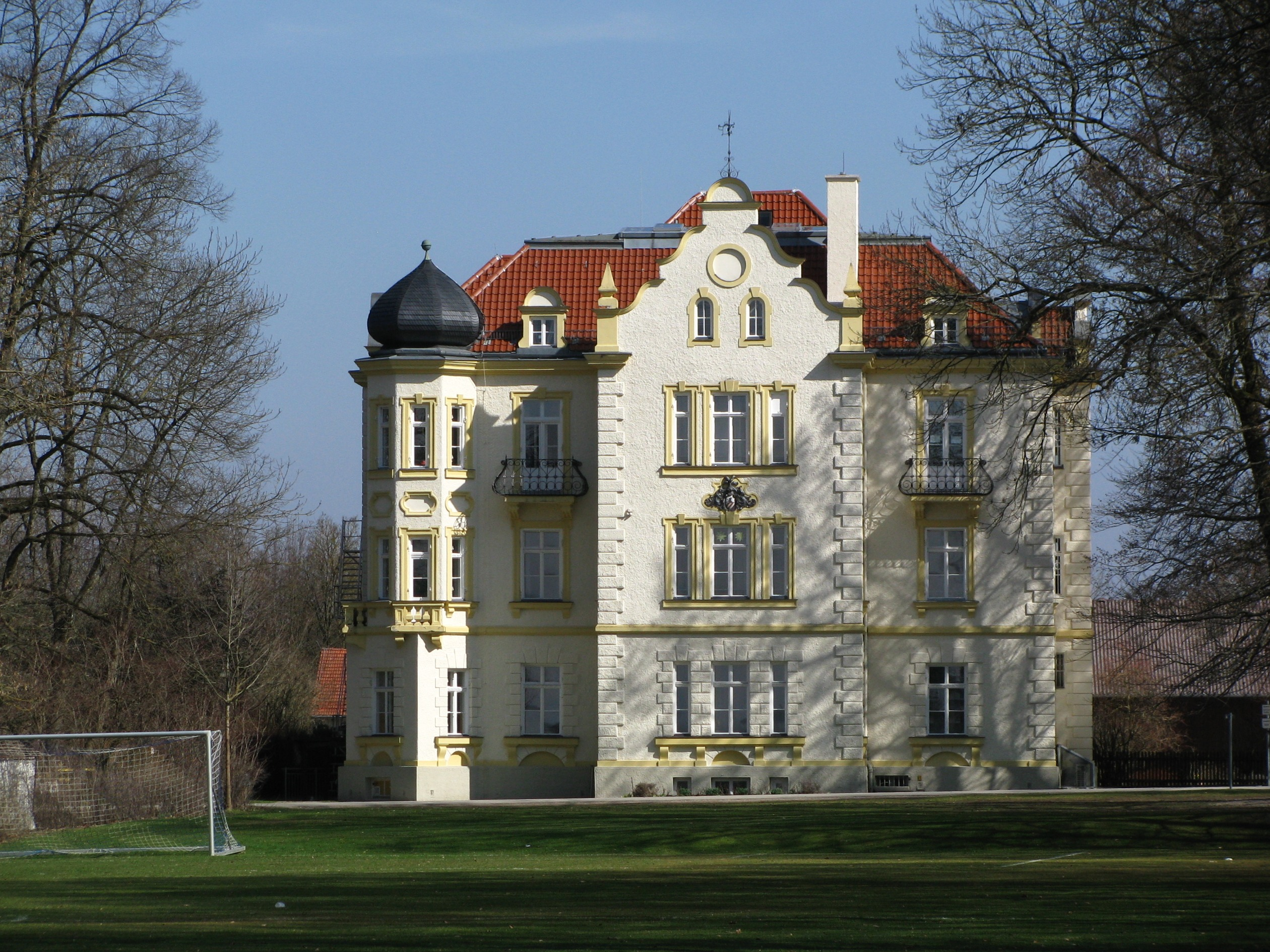
Schloss Buchof

Die Schule wurde 1966 als dritte Internationale Schule in Deutschland nach Hamburg und Frankfurt gegründet und nutzt seit 1968 das Schloss Buchhof.

## Ehemalige Schüler
- Innegrit Volkhardt (* 1965), Hotelkauffrau
- Susanne Pechel (* 1966), Ärztin und Musikerin
- Paz Lázaro (* 1972), Filmschaffende
- Nina Eichinger (* 1981), Moderatorin und Schauspielerin
- Bobby Wood (* 1992), Fußballspieler
- Dimitri Abold (* 1995), Schauspieler
- Felix Finkbeiner (* 1997), Gründer der Kinder- und Jugendinitiative Plant-for-the-Planet
- Matthew Durrans (* 1998), Fußballspieler